# ليو إساكي
ريونا إساكي  أو  ليو إساكي (باليابانية: 江崎玲於奈) هو عالم فيزيائي ياباني، حاز على جائزة نوبل في الفيزياء عام 1973 بالمشاركة مع إيفار جيفيير وبريان جوزيفسن، عن " أبحاثه واكتشافه ظاهرة تخلل الإلكترون الأنفاق الكمومية."

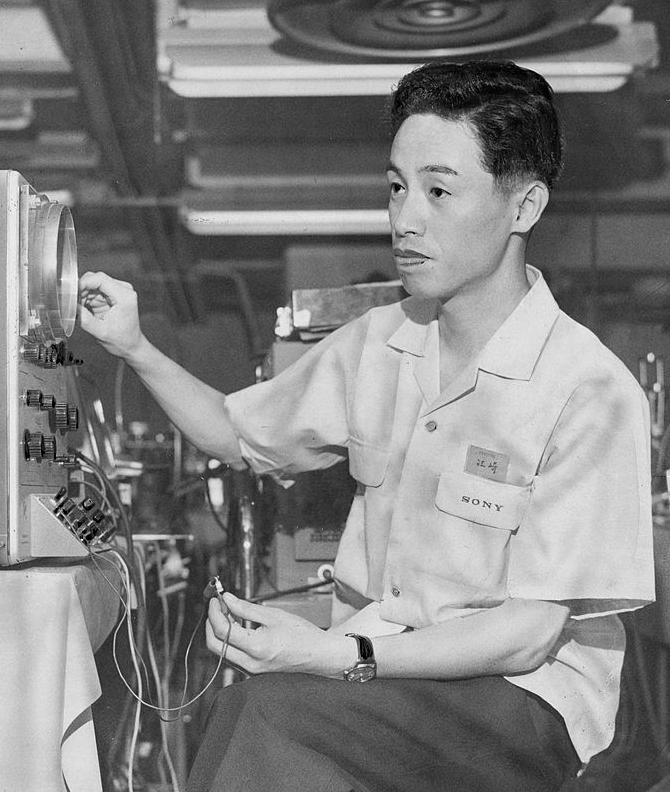
يعمل ليو إيساكي في شركة سوني في 27 يونيو 1959 في طوكيو باليابان

ولد ليو إساكي في 12 مارس 1925 باليابان، حيث قام باستغلال تلك الظاهرة في اختراع ديود إساكي. وقد توصل إلى هذا الاختراع أثناء عمله بشركة طوكيو تسوشين كوجيو التي تحولت فيما بعد إلى شركة سوني.
كما شارك بقدر كبير في اختراع شبه الموصل المعروف بالتشابك الفائق superlattice أثناء عمله بشركة آي بي إم IBM الأمريكية.

## روابط خارجية
- ليو إساكي على موقع الموسوعة البريطانية (الإنجليزية)
- ليو إساكي على موقع مونزينجر (الألمانية)
- ليو إساكي على موقع ميوزك برينز (الإنجليزية)
- ليو إساكي على موقع إن إن دي بي (الإنجليزية)